# Eugène Raguin
Pour les articles homonymes, voir Raguin.
Eugène Raguin (Paris, 13 juin 1900 - Paris, 10 novembre 2001) est un géologue français, professeur à l'École nationale des ponts et chaussées et à l'École des mines de Paris, directeur de la Carte géologique de France, président de la Société française de géochimie.

## Biographie
Né en 1900, Eugène Paul Antoine Jacques Raguin est reçu à l'École polytechnique en 1918, il en sort 2e. Il entre ensuite à l'École des mines de Paris en 1922.
Il est nommé professeur à l'École des mines de Paris, et adjoint au directeur du Service de la Carte géologique.
Eugène Raguin devient directeur du Service de la Carte géologique en 1930.
Lorsque Louis de Launay meurt en 1935, Eugène Raguin lui succède comme professeur de géologie appliquée à l'École des mines de Paris et à l'École nationale des ponts et chaussées.
En géologie générale, il a plus particulièrement consacré ses recherches aux massifs cristallins français. Très lié au géologue suisse Eugène Wegmann, qui héberge des membres de sa famille pendant la guerre, il partage l'essentiel de ses idées sur la formation des granites.
En géologie des gîtes minéraux, il a parcouru l'Afrique pour y observer les gisements miniers.
À l'École des mines de Paris, Eugène Raguin a créé une 4e année permettant d'approfondir l'enseignement par des stages sur le terrain, suivis de travaux de laboratoire et de rapports de synthèse.
Raguin était devenu ingénieur en chef des Mines ; il a reçu en 1951 le prix Gosselet de la Société géologique de France.
Il a aussi été le premier président de la Société française de géochimie.
Il avait épousé en 1925 Louise Yvette Bertrand (dite "Yette"), fille du géologue Marcel Bertrand (1847-1907), fondateur de la tectonique moderne, membre de l'Académie des sciences, et de Mathilde Mascart.

## Œuvres
Principales œuvres :
- Contribution à l'étude de la tectonique dans la région Ouest du Massif central français, Béranger, Paris, 1927.
- Haute-Tarentaise et Haute-Maurienne (Alpes de Savoie), Paris, Impr. nationale, 1930.
- Géologie appliquée, Masson, Paris, 1934.
- Géologie des gîtes minéraux, Masson, Paris, 1940.
- Géologie du Granite, Masson, Paris, 1946.
- Pétrographie du Maroc, Edita, Rabat, 1952.
- Pétrographie des roches plutoniques dans leur cadre géologique..., Masson, Paris, 1970.

Eugène Raguin est l'auteur de 170 publications diverses.